# Oaxaca de Juárez (kommun)
Oaxaca de Juárez är en kommun i Mexiko.   Den ligger i delstaten Oaxaca, i den sydöstra delen av landet, 400 km sydost om huvudstaden Mexico City. Antalet invånare är 263 357. Arean är 90 kvadratkilometer.
Terrängen i Oaxaca de Juárez är varierad.
Följande samhällen finns i Oaxaca de Juárez:
- Oaxaca de Juárez
- Guadalupe Victoria
- Arbolada Ilusión
- Paraje la Loma
- Los Ángeles Uno
- Casas del Sol
- Loma Bonita
- Pueblo Nuevo Parte Alta
- Paraje el Cerrito
- Solidaridad